# 2010-Ziele
Die „2010-Ziele für die Erhaltung der Biodiversität“ wurden ursprünglich von den EU-Staatschefs auf dem Gipfeltreffen der Europäischen Union im Juni 2001 in Göteborg mit der Absicht verabschiedet, den Rückgang der Biodiversität bis zum Jahr 2010 zu stoppen.
Ein Jahr später verabschiedete die sechste Konferenz der Unterzeichner der Biodiversitätskonvention (Convention on Biological Diversity, CBD) Entscheidung VI/26. Die Unterzeichnenden verpflichten sich damit zu einer effektiveren und kohärenteren Umsetzung der drei Konventionsziele. Diese sahen vor, bis 2010 den Biodiversitätsverlust auf globaler, regionaler und nationaler Ebene als Beitrag zur Armutsbekämpfung und zum Wohle allen Lebens auf der Erde signifikant zu reduzieren.
Der 2002 in Johannesburg abgehaltene Weltgipfel für nachhaltige Entwicklung bestätigte die 2010-Biodiversitätsziele und rief zu ihrer Einhaltung auf.
In der Eröffnungsrede der 10. Vertragsstaatenkonferenz (COP10) zur Biodiversitätskonvention sagte Jochen Flasbarth, der Chef des deutschen Umweltbundesamtes, im Oktober 2010, dass die Weltgemeinschaft das Ziel, den Rückgang der Biodiversität zu stoppen, nicht erreicht habe. Dennoch seien Fortschritte im Artenschutz erkennbar, da die Verluste von Waldflächen in einigen Regionen zurückgegangen seien und viele Länder nationale Strategien für den Schutz der Artenvielfalt entwickelt hätten. Als Beispiel nannte er die 2007 vom deutschen Bundeskabinett beschlossene Nationale Strategie zur biologischen Vielfalt.